# Radosław (województwo pomorskie)
Radosław (kaszb. Redosłôw) – wieś w Polsce położona w województwie pomorskim, w powiecie słupskim, w gminie Potęgowo.
W latach 1975–1998 miejscowość położona była w województwie słupskim.